# カルマル県

カルマル県
Kalmar län

カルマル県(カルマルけん、Kalmar län)とは、スウェーデンの県の一つで略号はH。県庁所在地はカルマル(Kalmar)市。県の面積は1万1218平方キロメートルで、2017年現在の人口は24万3219人。
カルマルは中世以来の歴史があり、1397年にスカンディナヴィア三国（スウェーデン・ノルウェー・デンマーク）の間で結ばれたカルマル同盟の締結地としても有名である。また、カルマル海峡をはさんで対岸のバルト海上には、スウェーデン第二の島エーランド島が位置する。
産業的な特徴としては農業、林業、製造業の従事者が全国平均よりも高い点があげられる。（全国における農業、林業、製造業従事者の割合が21パーセントなのに対して、県下では31パーセント。）トラック製造業のスカニア(Scania)、乳製品のアルラ食品(Arla Foods AB)、ビール醸造業のオーブロ(Åbro Bryggerier)が県内に拠点を置いている。
オスカシュハム(Oskarshamn)市からはデスティナティナション・ゴットランド(Destination Gotland)がスウェーデン最大の島ゴットランド島へのフェリーを運航している。また同市には原子力発電所がある。

## 市
カルマル県には12の市がある。(アルファベット順)
- ボリホルム (Borgholm)
- エンマボーダ (Emmaboda)
- フルツフレード (Hultsfred)
- ヘーグビー (Högsby)
- カルマル (Kalmar)
- ムンステルオース (Mönsterås)
- モービーロンガ (Mörbylånga)
- ニーブロー (Nybro)
- オスカシュハム (Oskarshamn)
- トーシュオース (Torsås)
- ヴィンメルビー (Vimmerby)
- ヴェステルヴィーク (Västervik)

|                        |
| カルマル県下の市の位置 |